# Michel Vieillefosse
Michel Vieillefosse, né le 3 mars 1948 à Paris, est un ingénieur français dans le secteur de  l’innovation technologique. 
Il a lancé et dirigé des projets et programmes technologiques ou spatiaux en coopération internationale (États-Unis, Russie, Europe, Canada, Chine). Il a créé, dirigé et redressé des sociétés dans le secteur de l’innovation.

## Biographie

### Formation
Ancien élève de l'École polytechnique (promo 1968) et de Sup'Aéro (promo 1973), pilote d'avion corps technique, il parle français, anglais, allemand et russe.

### L’auscultation de la Terre par satellite (1973-1979)
Il commence, comme ingénieur au CNES, le Centre national d’études spatiales à Toulouse en 1973 . Il a  travaillé sur l’utilisation des données du satellite METEOSAT-1, sur la définition du satellite de télédétection SPOT-1. Il faisait partie des pionniers qui mesuraient les fluctuations climatiques ; il publie les premières  cartographies du bilan radiatif et des variations thermiques de la Terre par satellite,.

### Responsable des vols habités au CNES (1979-1988)
Candidat astronaute pour le programme européen Spacelab en 1977, il a été  responsable des deux sélections de spationautes français (en 1979 et 1985). Sur neuf sélectionnés, sept ont volé chez les Russes et/ou les Américains. Dans l'ordre : Jean-Loup Chrétien, Patrick Baudry, Michel Tognini, Jean-Pierre Haigneré, Jean-François Clervoy, Jean-Jacques Favier et Claudie Haigneré.
Michel Vieillefosse a participé à deux missions spatiales habitées en tant que chef de projet avec les Soviétiques entre 1979 et 1982 (premier vol d’un Français, Jean-Loup Chrétien sur  la station Saliout 7 rejoint par Soyouz T-6) ,,, et les Américains entre 1982 et 1985 (avec Patrick Baudry, mission sur la navette STS-51-G). Il était responsable de la négociation avec les Soviétiques ou les Américains, du respect des délais impératifs, de la livraison des expériences scientifiques embarquées, en conformité avec les exigences,.
Le succès des deux premiers vols habités a été un tremplin pour d’autres vols : au total dix-sept missions, ont été opérées par neuf spationautes français, sur des durées de cinq jours à 188 jours . C’était aussi le premier pas pour des coopérations plus ambitieuses, comme le fut et l’est encore la station spatiale internationale.
Il a ensuite contribué à la navette européenne Hermès, à partir de 1985, en tant que responsable des équipages et moyens embarqués (équipages, support-vie de l'avion spatial, simulateurs, scaphandres...)

### Dirigeant d’entreprises innovantes (1988-2001
En 1988, il quitte le CNES pour s’occuper de transfert de technologie chez Bertin, Aix en Provence. Il participe à la réalisation d’automates de biologie moléculaire pour l'AFM-Téléthon, d’appareils de mesure de  colorimétrie, de mesure passive d’audience télévisuelle. Il est directeur adjoint du centre d’Aix (200 personnes), puis gérant de Bertin Industries. Puis, il rejoint, en 1994, Défense Conseil international (DCI) en tant que directeur des études et programmes nouveaux, en particulier la reconversion des pays de l’Est, et  la diversification civile).
Président du directoire du Laboratoire central des industries électriques (430 personnes) de 1996 à 2001, et de la filiale chinoise LCIE China de 1998 à 2001, filiale qu’il a créé. Il redresse l’entreprise. Il œuvre à la reconnaissance internationale du laboratoire par Bruxelles, en tant qu’organisme compétent CE, et la reconnaissance mutuelle par les organismes de certification étrangers (UL, CSA...). Le chiffre d’affaires à l’international passe de zéro à 20 % ,

### L’innovation technologique européenne (2003-2009)
De 2003 à 2007, il dirige le secrétariat européen EUREKA, l'initiative intergouvernementale chargée du transfert de l'innovation en produits industriels et services, basé à Bruxelles ,. Ce dernier coordonne une partie de l’innovation européenne, et les actions de 37 pays européens via 250 projets annuels transfrontaliers pour plus d’un milliard. Le montant total des projets double en quatre ans,,.
De 2008 à 2009, il est nommé directeur général de Medicen Paris Région, le Pôle de compétitivité dans le domaine de l’innovation thérapeutique, les  hautes technologies pour la santé et le médicament,. Il redonne confiance au pôle, augmente sensiblement le nombre d’adhérents, le nombre de projets financés et se rapproche des autres pôles santé . 

## Situation actuelle
Depuis 2010, il est Consultant, expert sur les projets innovants technologiques, produits, procédés ou services. Depuis 1988, il est Professeur à l'ISAE (Institut supérieur de l’aéronautique et de l’espace) / SUP’AERO (École nationale supérieure de l’aéronautique et de l’espace), chargé des cours systèmes spatiaux habités . 

## Distinctions
- Médaille d’argent du CNES, 1985
- Hélice d’or au festival d'aéronautique et de l'espace de Méribel, 1986

## Publications
- Un ticket pour l’espace, avec Monique Vieillefosse, son épouse. Paris : Belfond Sciences, Paris, 1985[5],  (ISBN 2714417906)
- Premier vol habité / une course contre la montre : Le Vécu du chef de projet, 50 ans de coopération spatiale France- URSS/Russie, p. 216-222, Éditeur Tessier & Ashpool et  IFHE[7],  (ISBN 978-2-909467-14-6) (BNF 44479283), décembre 2015
- Cours de L’ISAE/Sup’Aéro, 3e année, Systèmes spatiaux habités, 455 pages ; Sup’Aéro, Toulouse, 1988  (ISBN 2-84088-040-7), 29e édition en 2016.
- Utilization of space stations in the field of life sciences, 36e congress IAF, Stockholm. Pergamon press[22], 1988
- BT son n°900 Voyager dans l’espace, 1984, pédagogie Freinet [23]
- Cours de technologie spatiale du CNES, Toulouse 1976
- Cours d’été physique spatiale du CNES, Strasbourg 1978
- Cartographie du bilan radiatif par Météosat, Annales des mines, avril-mai 1980, p. 111-117
- Cithare, Cartography of Thermal Inertia and Humidity over Africa by geostionnary satellite (physical principles) avec J.C.Favard, XXIXth congress of  IAF, Acta Astronautica, vol 6, p. 1439, 1449 Pergamon Press  ltd, 1979 [3].
- Le Positionnement des différents programmes EUREKA, Revue des mines, 2007.
- Réchauffement Climatique : Une affaire entre la Nature et l'Homme, Paris : L'Harmattan, 2022.   (ISBN 978-2140205774)